# Guitar World
Guitar World — щомісячний музичний журнал для гітаристів. Містить інтерв'ю знаменитих гітаристів, огляди музичних альбомів та обладнання, а також гітарні та басові табулатури (в кожному випуску друкуються табулатури п'яти різних композицій). Випускається 13 разів на рік (кожний місяць і один святковий номер).
Перший номер журналу вийшов в липні 1980 року з Джонні Вінтером на обкладинці. За свою історію Guitar World брав інтерв'ю у багатьох гітаристів, які мають помітний вплив в рок-музиці, в тому числі у Алекса Лайфсона, Річі Блекмора, Джефа Бека, Браяна Мея, Джиммі Пейджа, Еріка Клептона, Джо Сатріані, Стіва Вея, Тоні Айоммі, Нуну Беттанкура і Едді Ван Галена, який з'являвся на обкладинці 16 разів та двічі на дочірньому журналі Guitar Legends.
З січня 2005 року деякі випуски журналу стали виходити разом з CD, що містить відеоуроки, демонстрації гітарного обладнання та іншим відео матеріалом власного виробництва. Такі випуски виросли в ціні на три долари ($7,99 замість $4,99) і стали випускатися в пластиковій упаковці, щоб запобігти крадіжці диска. Раніше на центральному розвороті розташовувався плакат музиканта або гурту, але потім Guitar World перестали їх друкувати (ціна при цьому залишилася колишньою).